# Église Saint-Lambert de Rachamps
L’église Saint-Lambert est un édifice religieux catholique sis à Rachamps, un village de l’Ardenne belge, au nord de la ville de Bastogne (Belgique). Une tour romane du XIe siècle est augmentée d’une nef et sanctuaire de style gothique au XVIIIe siècle. L’édifice est classé au patrimoine immobilier de Wallonie.

## Histoire
L'église Saint-Lambert s'élève au milieu d'un beau cimetière emmuraillé et est constituée d'une tour romane, dont la construction remonterait à 1088. Vers 1260 Rachamps est déjà paroisse. 
Les jésuites du collège de Luxembourg sont présents à Rachamps depuis 1602. Ils procèdent à la reconstruction de l'église en partant de la tour romane. Une nef de trois travées, épaulées par des contreforts, est ajoutée à la tour, se prolongeant en abside polygonale à trois pans qui datent de 1723. Un nouveau clocher est achevé en 1729 et la consécration du nouvel édifice a lieu en 1730.  La maison de campagne du collège de Luxembourg devient le presbytère de la paroisse lorsque les Jésuites quittent Rachamps, peu après 1773.
En 1936-1937 l’édifice est agrandi sous la direction de l’architecte Georges Puissant. Un transept est ajouté et le sanctuaire reconstruit (sur la photo ci-dessous l'église n'a pas encore de transept).

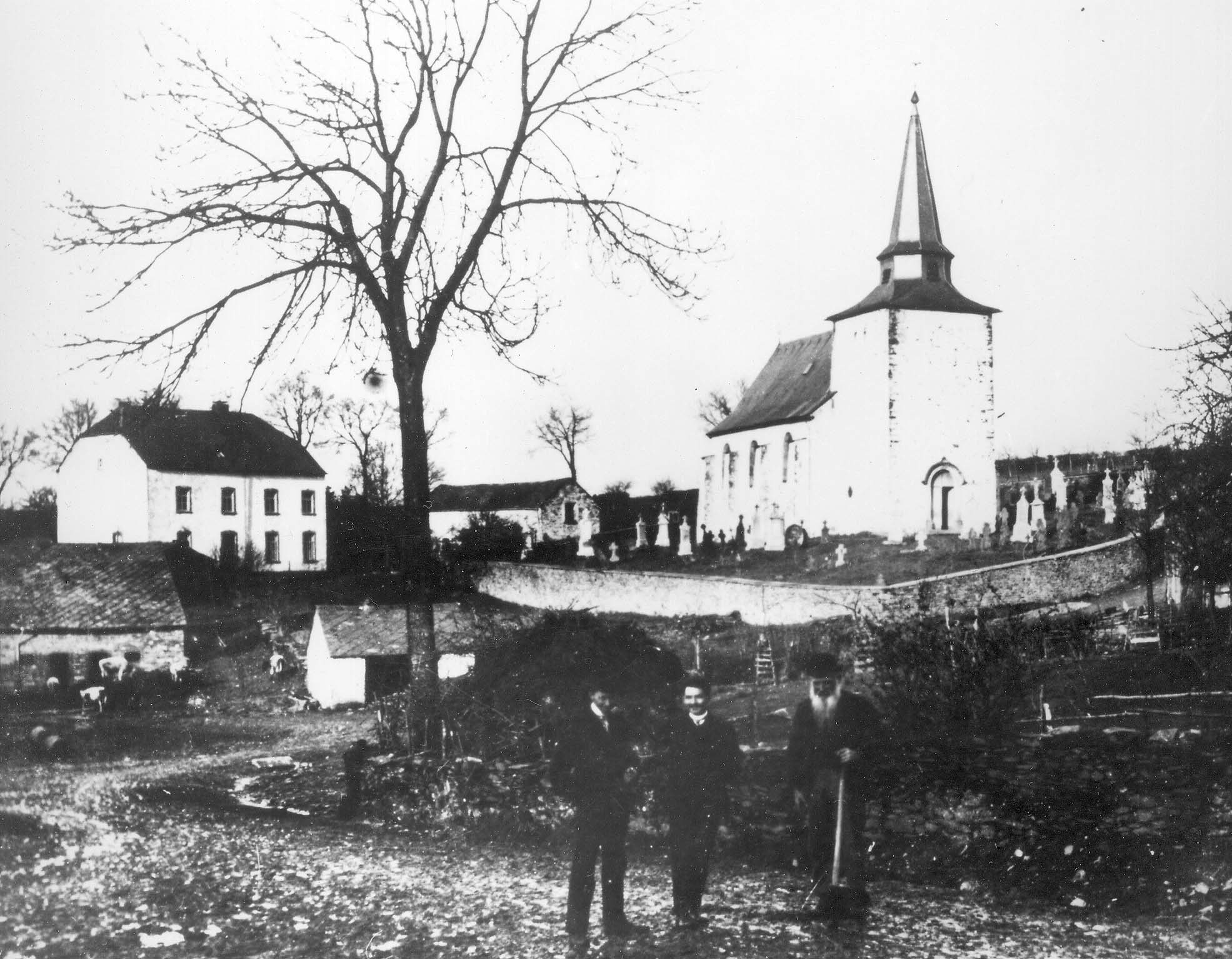
Presbytère (à g.) et église de Rachamps, vers 1900

## Description
Le maître-autel est orné de statues des deux fondateurs principaux de la Compagnie de Jésus : saint Ignace de Loyola, tenant entre ses mains le livre des Constitutions de l’Ordre, et saint François-Xavier ayant en main son crucifix de missionnaire. 
La majeure partie du mobilier du sanctuaire est l'œuvre de Jean-Georges Scholtus, de Bastogne, et de son atelier. Celui-ci a été réalisé en 1726-1727 et il fut restauré par André Languillier en 1936.
Le clocher-tour est réaménagé au XIXe siècle. On lui donne alors la silhouette que l’on connait aujourd’hui. La date de 1836 que l’on peut lire sur la face ouest de la tour est sans doute celle de cette restauration.  Une nouvelle restauration a lieu en 1965. 
Dans le cimetière, on note la présence d’un intéressant monument funéraire en fonte.